# Chasmopodium
Chasmopodium là một chi thực vật có hoa trong họ Hòa thảo (Poaceae).

## Loài
Chi Chasmopodium gồm các loài: